# 湯沢敏仁
湯沢 敏仁 （ゆざわ としひと 1965年7月24日 - ）は、日本の漫画家、イラストレーター。2014年より「湯沢としひと」名義で執筆。

## 来歴
栃木県宇都宮市出身。小学校4年生の頃から漫画を描き始め、宇都宮商業高等学校卒業と同時に上京。デザイン専門学校に通うが半年で中退。以後、漫画家アシスタントを兼ねながら執筆。
主にビジネス関連、広告、教材、実用本の漫画、イラストを手掛ける。
2014年に漫画アシスタントを辞めフリーに。
2012年5月より江東区森下文化センターにて開催されている日本落画家協会主催の「寄席描き展」に参加。
2020年12月、バンクビジネス（近代セールス社）にて2014年～2019年に連載された『銀行「事件簿」ドキュメント』から、融資の話を抜粋した「マンガ 銀行の不祥事【融資編】~ケースで学ぶ不正の兆候・手口と防止策」発刊。 
2024年1月発刊の『賢者に学ぶ、「心が折れない」生き方』（真山知幸著／誠文新光社）にて、25人の賢者の漫画を制作。

## 主な仕事

### 漫画
- 発掘屋惣介（MANGAオールマン）
- 漫画ハリ入門（2006年・ISBN 978-4752911135）
- 続・漫画ハリ入門（月刊医道の日本・2012年1月号-2012年12月号）
- ベクトル将棋（ヒラメキ工房）
- 銀行「事件簿」ドキュメント（バンクビジネス・2014年4月1日号-2019年1月1日号）
- これだけやるべき企業運営（近代セールス・2019年4月1日号-2020年3月1日号）
- 信美の「事業承継トラブル」親身に応えます！（近代セールス・2020年４月号ｰ2021年３月号）
- 日向葵のお客様にとってのオンリーワン担当者への軌跡！（近代セールス・2021年４月号ｰ2022年３月号）
- 気づきで築く！リテール営業のアプローチ（近代セールス・2023年４月号ｰ2024年３月号）
- 脳トレ！俳句座[2]
- ピクトグラムアート誕生秘話（ピクトグラムアート）[3]
- マンガでわかるデザイン活用（ロゴマーケット）[4]
- 信美の「事業承継トラブル」親身に応えます！（近代セールス・2020年4月1日号-2021年3月号）
- マンガ 銀行の不祥事【融資編】~ケースで学ぶ不正の兆候・手口と防止策 （2020年・ISBN 978-4765021999）
- 日向葵のお客様にとってのオンリーワン担当者への軌跡（近代セールス・2021年4月15日号-2022年３月15日号）
- 気づきで築く！リテール営業のアプローチ（近代セールス・2023年4月15日号ｰ2024年3月）

### イラスト
- 発見！しごと偉人伝～教育者という生き方～（2012年・ISBN 978-4831513311）
- 発見！しごと偉人伝～起業家という生き方～（2014年・ISBN 978-4831513717）
- 発見！しごと偉人伝～農業者という生き方～（2014年・ISBN 978-4831513847）
- メンタルによる運動障害「イップス」かもしれないと思ったら、まず読む本（2014年・ISBN 978-4862208835）
- 孫氏を超えた”老子”の兵法（2018年・ISBN 978-4814201761）